# العلاقات الأردنية المصرية
العلاقات الأردنية المصرية تشير إلى العلاقات الثنائيّة بين كل من المملكة الأردنيّة الهاشميّة و‌جمهوريّة مصر العربيّة، والتي بدأت منذ استقلال الأردن عام 1946، حيث يوجد في القاهرة سفارة للأردن، بينما يوجد في عمّان و‌العقبة سفارة وقنصليّة لمصر.
تتّسم هذه العلاقة بالتوازن على مر العقود الماضيّة، إلاّ أنها تعرّضت لبعض الاهتزاز في ستينات وسبعينات القرن العشرين. كما يُعتبر البلدان عضوَين مؤسسَين في الجامعة العربيّة و‌منظمة المؤتمر الإسلامي و‌حركة عدم الانحياز، وعدة منظمات دولية أخرى. يعيش في الأردن جالية مصريّة كبيرة يُقدَّر عددها بحوالي 636,000 نسمة، يشكّلون واحدة من أكبر الجاليات المصريّة بالعالم، بينما يبلغ عدد الأردنيين المقيمين في مصر حوالي 12,000 نسمة.
لا توجد حدود بريّة بين البلدين، حيث يفصل بينهما خليج العقبة و‌صحراء النقب. وتبلغ أقرب مسافة بين مدينتين في البلدين 11 كم، هي المسافة البحريّة بين العقبة الأردنيّة و‌طابا المصريّة.

## مقارنة بين البلدين
| وجه المقارنة                  | جمهورية مصر العربية                         | المملكة الأردنية الهاشمية                  |
| ----------------------------- | ------------------------------------------- | ------------------------------------------ |
| المساحة                       | 1,002,450 كم2                               | 89,287 كم2                                 |
| السكان                        | 90,000,000 (2015)                           | 9,531,712 (2015)                           |
| النمو السكاني                 | %2.18 (2015)                                | %3.06 (2015)                               |
| التمدن                        | %43.5 من عدد السكان (2011)                  | %82.7 من عدد السكان (2011)                 |
| الكثافة السكانية              | 84 ن/كم2                                    | 107 ن/كم2                                  |
| العاصمة                       | القاهرة                                     | مدينة عمان                                 |
| أكبر المدن                    | القاهرة، الإسكندرية، الجيزة، شبرا الخيمة    | مدينة عمان، إربد، الزرقاء، الرصيفة، السلط  |
| الحكومة                       | نظام جمهوري                                 | نظام ملكي دستوري                           |
| اللغات الرسمية                | العربية                                     | العربية                                    |
| الديانات الرئيسية             | الإسلام، المسيحية                           | الإسلام، المسيحية                          |
| المجموعات العرقية             | عرب، نوبيون، أمازيغ                         | عرب، وأقلية من الشركس، الشيشان             |
| العملة                        | الجنيه المصري                               | الدينار الأردني                            |
| المغتربين                     | 12,000 أردني                                | 636,000 مصري                               |
| الناتج المحلي الإجمالي        | $989.886 مليار الناتج المحلي للفرد: 11,194$ | $82.991 مليار الناتج المحلي للفرد: 12,162$ |
| الناتج المحلي الإجمالي الإسمي | $324.267 مليار الناتج المحلي للفرد: 3,723$  | $38.210 مليار الناتج المحلي للفرد: 5,599$  |
| القوى العاملة                 | 27,690,000 (2013)                           | 1,898,000 (2013)                           |
| القوات العسكرية               | 468,500 (2015)                              | 110,700 (2013)                             |
| رمز المكالمات الدولي          | 20+                                         | 962+                                       |
| رمز الإنترنت                  | .مصر - .eg                                  | .jo                                        |

## التاريخ

### التاريخ القديم

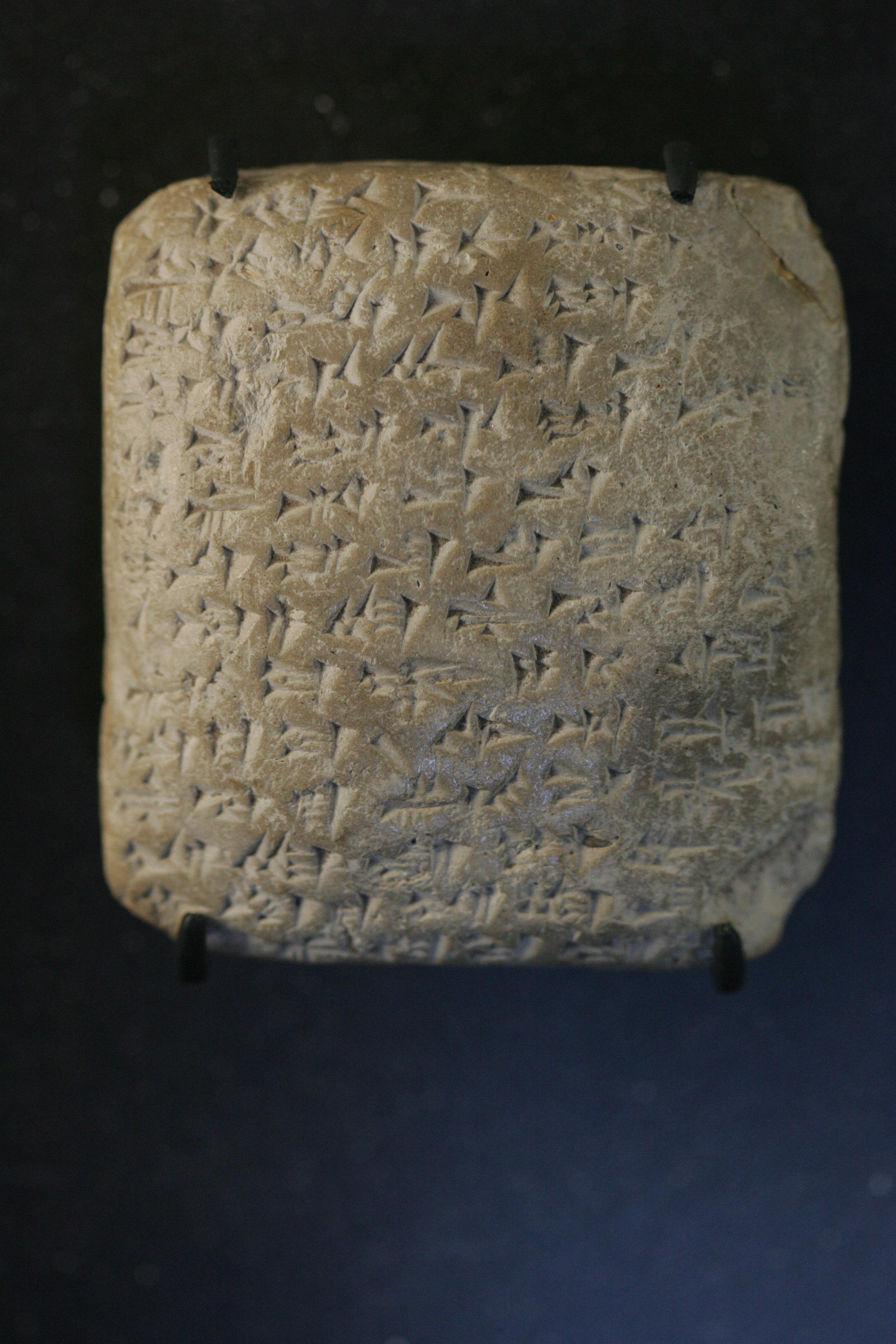
تم ذكر ثلاثة مدن أردنية قديمة في رسائل تل العمارنة الفرعونية.

ارتبطت منطقتا مصر والأردن بعلاقات تاريخيّة منذ زمن بعيد، سواء كانت علاقات تجارية، أو ارتباط سياسي وعسكري. وهذا ما دلت عليه الأدلة الأثرية والشواهد التاريخية المصرية من زمن الفراعنة والأردنية من زمن الأنباط. وقد ورد في سجلات تل العمارنة الفرعونية ذكر الأردن ما بين العامين 1375-1358 ق. م، أي في عهد الفرعون أخناتون، حيث ذُكرت ثلاث مناطق، هي: يابيشي، وهي يابش (جلعاد) المعروفة حديثًا بالدير في وادي اليابس في منطقة عجلون. والثانية، أدومو (دامية حاليًا)، إشارةً إلى الأدوميين، والثالثة صارفي، حيث طلب قائد الفرعون أخناتون في الأردن من سيده إمداده بالجنود لإخماد الثورات في سوريا الطبيعية ضد حكم الفراعنة.
تذكر المصادر التاريخية أيضًا أن جلعاد في سلسلة الجبال الشرقية الممتدة من عجلون شمالاً حتى البلقاء جنوبًا، مشهورة بزراعة الريحان، ويُباعان في مصر، حيث يُستعملان كمواد للتحنيط الذي اشتهرت به مصر أيام الفراعنة. من جهة أخرى، كان الفراعنة أول من التفت إلى أهمية البحر الميت، وتحديدًا الملكة كليوبترا، فهي أول من اكتشف أملاحه وخصائصه الشفائية والعلاجية للبشرة وشدّ العظام والجلد وتنشيط الدورة الدموية ومقاومة التجاعيد. كما كان حمام الطين أحد وصفاتها للجمال، حيث كانت تصنع ذلك الحمام من الطين المأخوذ من البحر الميت، والذي اشتهر باحتوائه بوفرة على المعادن التي تغذي البشرة وتنشطها وتسهم في نعومتها وبريقها.

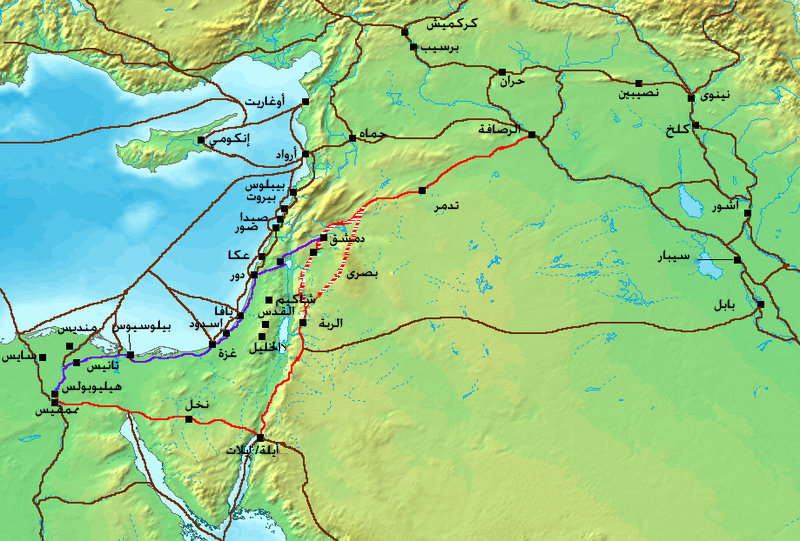
الطريق الملوكي (بالأحمر) ضمن شبكة الطرق القديمة في بلاد الشام حوالي عام 1300 ق.م. كان من أهم طرق تجارة الفراعنة مع المشرق.

بالإضافة إلى ذلك، فقد كان الأردن طريقًا للتجارة بين جنوب جزيرة العرب وشرقها إلى مصر أولاً، ثم إلى العراق شرقًا. وعلى الرغم من محاولة الفراعنة الدائمة احتلال بلاد الشام من أجل تأمين حدودهم الشرقية، أو من أجل السيطرة على طرق التجارة القديمة، إلا أنه لا توجد أدلة على أن الفراعنة استطاعوا السيطرة على الأردن. علمًا أن جيوش الفراعنة وصلت إلى قادش على نهر العاصي شمالاً في سورية الحالية. لكن من المعروف أن الفراعنة احتلوا سيناء ما بين العامين 3400 ق. م و2980 ق. م، أي في عهد السلالة الفرعونية الأولى، لأن سيناء غنية بمعدن النحاس. وقد عُثر على قارورة فخارية مصرية قرب منجم للنحاس شمال مدينة العقبة الأردنية، كما عُثر في وادي فينان شرقي الشوبك على أدوات نحاسية مصرية. واكتُشفت مثل هذه الأدوات في أدوم جنوب غرب البصيرة وفي المناعية الواقعة في وادي عربة، لأن الفراعنة كانوا يرسلون عمالهم إلى تلك المناطق بحثًا عن النحاس.

المقاطعة البترائية العربية، حيث كانت سيناء مرتبطة تاريخيًا وجغرافيًا وثقافيًا بجنوب الشام.

لقد قام الفراعنة بحملاتهم في بلاد الشام، ومنها الأردن، لدرء هجمات البدو وتأمين طرق التجارة والسيطرة على هذه المناطق الحيويّة. وتشير المصادر التاريخية إلى أن طرق التجارة انتظمت بشكل فعلي بين مصر وشرقي الأردن منذ العام 2000 ق.م. حيث هاجر سينوح، أحد القادة المصريين، إلى الأردن بعد وفاة الفرعون أمنمحات الأول العام 1970 ق. م، ومكث فيها سنة ونصف السنة، قبل أن يغادرها إلى فلسطين. ومن المؤكد أن جيوش الفراعنة التي كانت تغزو سورية (شمال سورية الطبيعية)، كان الأردن معبرًا لها، إذ كانت هناك محطات مهمة على الطريق بين مصر غربًا وبلاد الشام شرقًا وشمالاً.
من جانب آخر، فقد ازدهرت حضارة الأنباط في الأردن، وكانت شديدة الارتباط والتأثر بمصر، سواء بالتجارة أو الفن المعماري أو الثقافة. كما امتدت هذه الحضارة إلى أجزاء من سيناء في مصر. وقد تأثرت العمارة النبطية بشكل عام، وعمارة البتراء بشكل خاص بفن العمارة المصرية وحضارات أخرى. ويظهر هذا جلّيًا في كثير من مباني العمارة الجنائزية المتمثلة بالمقابر الملكية المنحوتة، والمقابر المبنية بالحجر المقطوع.
لقد استمر هذا التداخل الجغرافي إلى ما بعد حكم الأنباط، وتحديدًا في عهد الرومان، حيث كانت سيناء جزءا من المقاطعة البترائية العربية التي كانت البتراء أيضًا عاصمةً لها، وما بعد ذلك في عهد البيزنطيين حيث كانت سيناء جزءا من مقاطعة فلسطين الثالثة والتي كانت البتراء أيضًا عاصمةً لها. ولقد استمر هذا التقسيم ما بعد الفتح الإسلامي للشام في القرن السابع مع تغيير الأسماء.

### التاريخ الوسيط

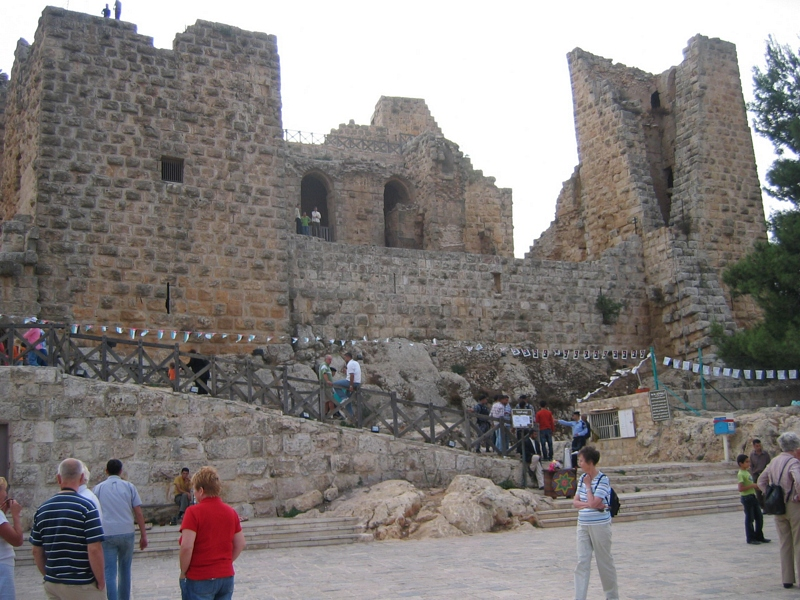
قلعة الربض في عجلون شمال الأردن، أمر ببنائها صلاح الدين الأيوبي عام 1184 لتكون نقطة ارتكاز لحماية خطوط المواصلات بين مصر والشام.

ازداد الترابط الثقافي والحضاري بين المنطقتين بعد الفتح الإسلامي لهما في القرن السابع. كما إن الحديث عن علاقة بلاد الشام بمصر، يعطي فكرة عن تطور الأحداث التاريخية في الأردن بالشكل الصحيح، لأن الأردن كان وما يزال متأثرًا بالمناطق المجاورة من حيث المد والجزر بين الحضارات المتعاقبة. لقد ترك حكام مصر من أيوبيين وفاطميين و‌مماليك آثارًا عديدة في الأردن، كان من أهمها وأقدمها قلعة الربض عام 1184 ومسجد عجلون الكبير في مدينة عجلون شمال الأردن، حيث يعود تاريخ بناء مئذنة المسجد إلى عام 1263 في عهد السلطان الظاهر بيبرس.

### التاريخ الحديث
ترتبط علاقة البلدين الرسميّة في العصر الحديث بتأسيس الدولة الأردنيّة في شرق الأردن عام 1946، حيث كانت لفترة طويلة جزءًا من ولاية الشام و‌ولاية الحجاز العثمانيتين، حتى بدء الانتداب البريطاني على فلسطين والأردن.
قبل استقلال الأردن

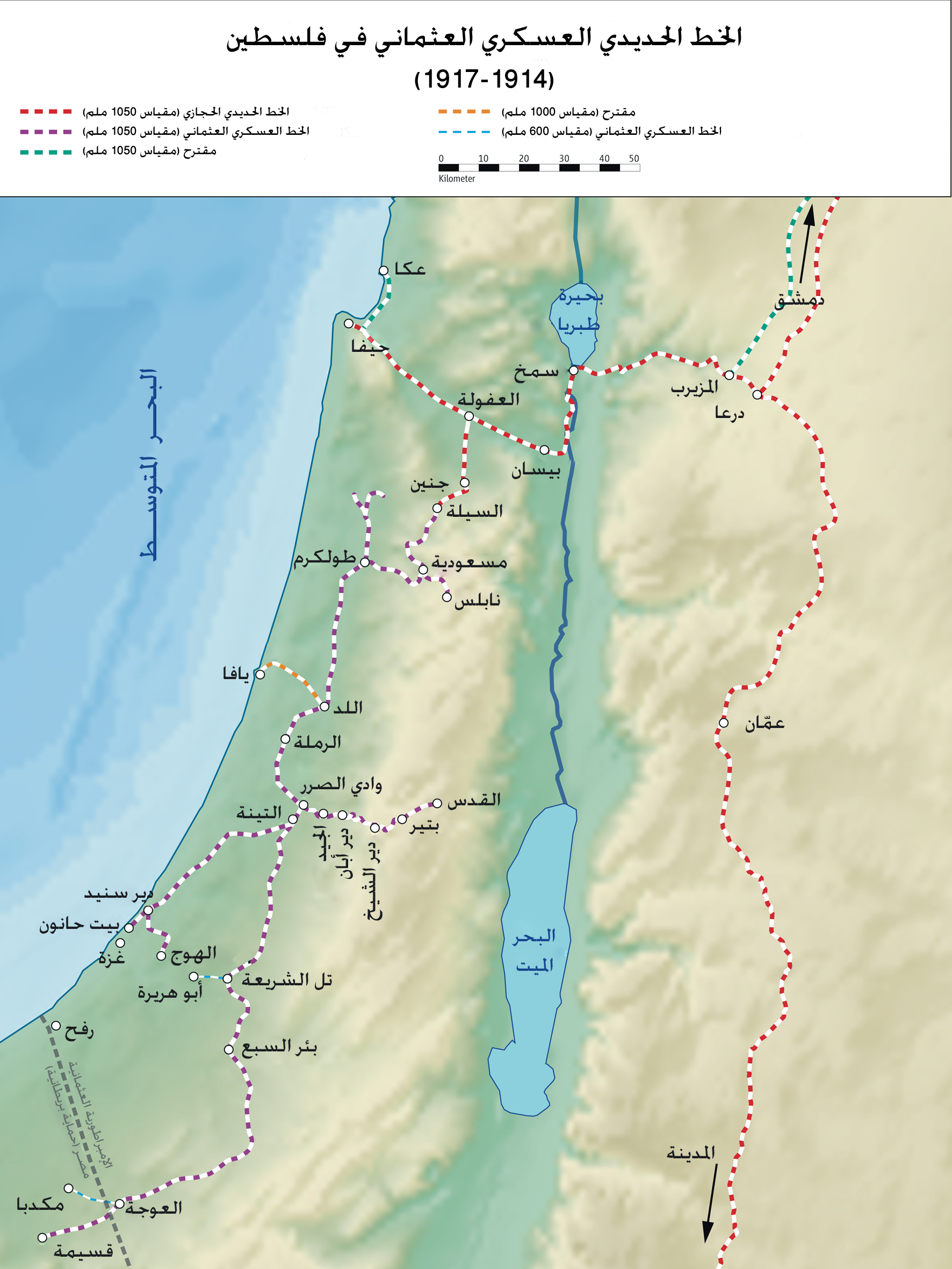
الخط العسكري العثماني يربط مصر بالشام ضمن سكك حديد فلسطين وخط حديد الحجاز.

كانت مصر مرتبطة ببلاد الشام، ومنها الأردن منذ بدايات القرن العشرين، عبر خطوط السكك الحديدية الفلسطينية وشبكاتها المرتبطة بخط حديد الحجاز، حيث كان هناك خط عسكري يبدأ من أقصى غرب سيناء مرورًا بالنقب إلى شرق الأردن، بينما كان الخط المدني يبدأ من القنطرة على قناة السويس ويصل إلى مدن شاميّة مختلفة في فلسطين ولبنان والأردن وسوريا. استمر هذا الربط حتى النكبة عام 1948، حيث تعطّلت معظم تلك الخطوط، أو استولت عليها إسرائيل.
لقد كانت حدود مصر الشرقيّة الحديثة تاريخيًا تبدأ من رفح شمالاً قرب البحر المتوسط وتنتهي في أم الرشراش (إيلات حاليًا) جنوبًا المطلة على خليج العقبة.

وظل الحال هكذا حتى بعد تولي محمد علي ولاية مصر وما أعقب ذلك من ثورانه على الدولة العثمانية واستيلائه على عدة مناطق منها الشام. كما ظلت حدود سيناء رغم أنها معروفة، حدودًا افتراضية في الخرائط، تسمح بتنقل الناس من الأردن وفلسطين إلى مصر، والعكس، وهذا ما يفسر استقرار بعض العشائر وقبائل وعائلات سيناء في بوادي الأردن وفلسطين، والعكس أيضًا صحيح. كما ظلت بعض العادات موجودة بين أبناء سيناء حتى عام 1948 في مواسم الحصاد أو الحصيدة كما يسميها أهلها، حيث كانت القبائل والعائلات القريبة من فلسطين والأردن ترحل بإبلها وناسها هناك لمساعدة المزارعين في نقل محاصيلهم على ظهور الإبل مقابل حصة من هذه المحاصيل، وبعد انتهاء الموسم يعودوا إلى مساكنهم في سيناء لتخزين ما جلبوه معهم من حبوب القمح والشعير والمحاصيل الأخرى.

القبائل العربية بالقرب من جزيرة فرعون في طابا عام 1839، وتظهر جبال العقبة بالخلفية.

لقد أصدر السلطان العثماني في ذلك الوقت عبد المجيد الأول فرمانًا مفاده إعطاء مصر حق إدارة بعض المدن الخارجة عن حدودها مثل العقبة و‌ضبا و‌المويلح لتأمين طريق الحج البري. وظل الأمر على ذلك إلى أن أتى عام 1892 حينما حكم الخديوي عباس حلمي الثاني مصر، فأراد السلطان العثماني عبد الحميد الثاني أن يخلع منه حكم سيناء، لكن الأمر انتهى إلى أن تكون حدود مصر هي الحدود الممنوحة لمحمد علي ولأبنائه، مع خلع مدن العقبة وضبا والمويلح من الحكم المصري. ثم تجددت مشكلة الحدود بين مصر والدولة العثمانية مرة أخرى في عام 1906، مما أدى إلى ضرورة رسم الحدود الجغرافية بين الجانبين. وتم الاتفاق فعلاً على أن تكون رفح هي مبدأ الخط الفاصل الذي يسير بشكل شبه مستقيم إلى أن يصل إلى نقطة على خليج العقبة تبعد حوالى 3 أميال عن قلعة العقبة، وهناك حدث انحراف في الخط المستقيم واتجه إلى رأس طابا الذي يبعد عن العقبة حوالي 9 أميال. ظل الوضع على حاله حتى عام 1922، حيث انهارت فيه الدولة العثمانية. حينها عادت من جديد القوات المصرية إلى أم الرشراش باعتبارها تقع ضمن الحدود المصرية المتفق عليها عام 1906 بين مصر والدولة العثمانية. وهكذا أصبحت لمصر حدود مع أراضي الحجاز حتى جاء عام 1932، حيث حدثت بعض التغييرات الطفيفة في الخريطة، فقد انفصلت شرق الأردن عن ولاية الحجاز، وأصبحت لها سيادة مستقلة. ولكن لم يتغير وضع الحدود مع مصر، فكانت العقبة وأم الرشراش هما نقطتي الالتقاء بين مصر والأردن. وظل الوضع هكذا فترة من الزمن حتى عام 1948، حيث بدأت المنظمات اليهودية بالاستيلاء على الأراضي الفلسطينية. وقد سقطت أم الرشراش فعلاً في يوم 10 آذار/ مارس 1949. وهكذا لم يعد هناك أي اتصال جغرافي حدودي بين مصر والأردن منذ ذلك الوقت.
بعد استقلال الأردن

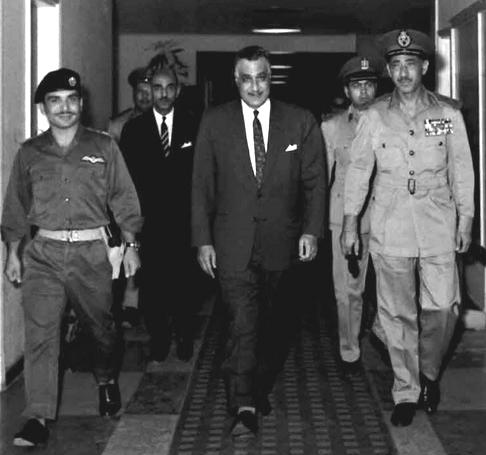
الرئيس المصري الأسبق جمال عبد الناصر والملك الأردني السابق حسين بن طلال في القاهرة، 1967.

تتسم علاقة البلدين منذ تأسيس الأردن واستقلاله بالشد والجذب. ولقد كانا من المؤسسين لجامعة الدول العربية عام 1946، كما خاضا عدة حروب مشتركة ضد إسرائيل، كان أهمها حرب 1948 و‌حرب 1967. وقد ارتبط البلدان بعدة اتفاقيات سياسيّة وعسكريّة، كان أهمها اتفاقية الدفاع المشترك التي تم توقيعها في 30 أيار/ مايو 1967 التي وضعت قوات الدولتين تحت قيادة مشتركة كان الفريق المصري عبد المنعم رياض قائدًا لمركز القيادة المتقدم فيها في العاصمة الأردنيّة عمّان، والذي تم تعيينه قائدًا عامًا للجبهة الأردنية حينما اندلعت حرب 1967. ولقد اُنيطت بالأردن ومصر مسؤولية إدارة أجزاءِ من فلسطين بعد النكبة، حيث ضمّت الأردن الضفة الغربية، فيما ضمّت مصر قطاع غزة، بعد أن كانت حكومة عموم فلسطين تدير شؤون الأخير لعدة سنوات. وقد استمر هذا الوضع حتى عام 1967.
كانت العلاقات الرسميّة هذه بين الحكومتين يشوبها بعض التوتر الإعلامي، خاصةً في فترة الستينات، حيث كان الموقف الرسمي الأردني أقرب إلى الغرب، بينما كان نظيره المصري في عهد الرئيس جمال عبد الناصر يميل إلى الكتلة الشرقيّة والأفكار الاشتراكيّة و‌القوميّة. تجلّى الخلاف الرسمي بين الأردن ومصر بعد حرب اليمن عام 1962، حيث شارك الأردن فيها وأرسل طائرات، وتحالف ضد مصر الناصريّة، حيث كان يتقارع فيها نظام الحكومة الجمهوري في اليمن الذي تسانده مصر، والنظم الملكي الذي تسانده السعوديّة والأردن، مع إن موقف البرلمان والرأي العام الأردني كان في تلك الفترة مؤيدًا لمصر، وجرت مظاهرات في عمّان حيث هتف المتظاهرون باسم جمال عبد الناصر. لعب النظام الرسمي المصري في آخر أيام جمال عبد الناصر دور الوسيط بين الأردن و‌منظمة التحرير الفلسطينية بعد أحداث أيلول عام 1970، حيث لعبت مصر دورًا إيجابيًا في الدعوة إلى مؤتمر قمة عربي استطاع أن يوقف هذا الصدام الدامي. ساءت العلاقة بين الحكومتين منذ بدء حكم أنور السادات لمصر، خاصةً بعد حادث مقتل رئيس الوزراء الأردني الأسبق وصفي التل بالقاهرة عام 1971، حيث اتهمت السلطات الأردنية وقتها منظمة فلسطينية بتنفيذ الهجوم تأسست بعد الخروج القسري للمنظمات الفدائية من الأردن. كما اتهمت الحكومة المصرية بغض الطرف عن العملية ومحاكمة منفذيها صوريًا. أدى هذا الحادث إلى تشنّج العلاقات بين البلدين بشكل كبير وعلى مرور السنوات التالية. استمر الحال بعد ذلك أثناء فترة حكم حسني مبارك، حيث كانت النظام الرسمي المصري يعامل نظيره الأردني بشيء من الاستعلاء حتى اندلاع ثورة 25 يناير في مصر، حيث تغير هذا الموقف بشكل واضح. كان الفتور في العلاقات قد قل بعدما شهدت المنطقة في ثمانينات القرن الفائت تأسيس حلف عربي يجمع مصر بالأردن، بالإضافة إلى اليمن الشمالي والعراق عام 1989، وهو مجلس التعاون العربي. إلا إنه انفرط بمجرد غزو العراق للكويت بعد عام. ولقد تباعدت مواقف الحكومتين بشكل كبير بعد هذا الغزو وما تلاه، حيث انعقد مؤتمر القمة العربي الطارئ بالقاهرة بعد عدة أيام، وكان كل بلد قد اصطف في محورٍ مختلف، حيث شاركت مصر في التحالف الدولي ضد العراق، وأرسلت آلاف الجنود إلى الجبهة، بينما كان موقف الحكومة الأردنيّة ضد الحرب على العراق، واعتبرت الحرب عدوانًا على الأمة العربية.

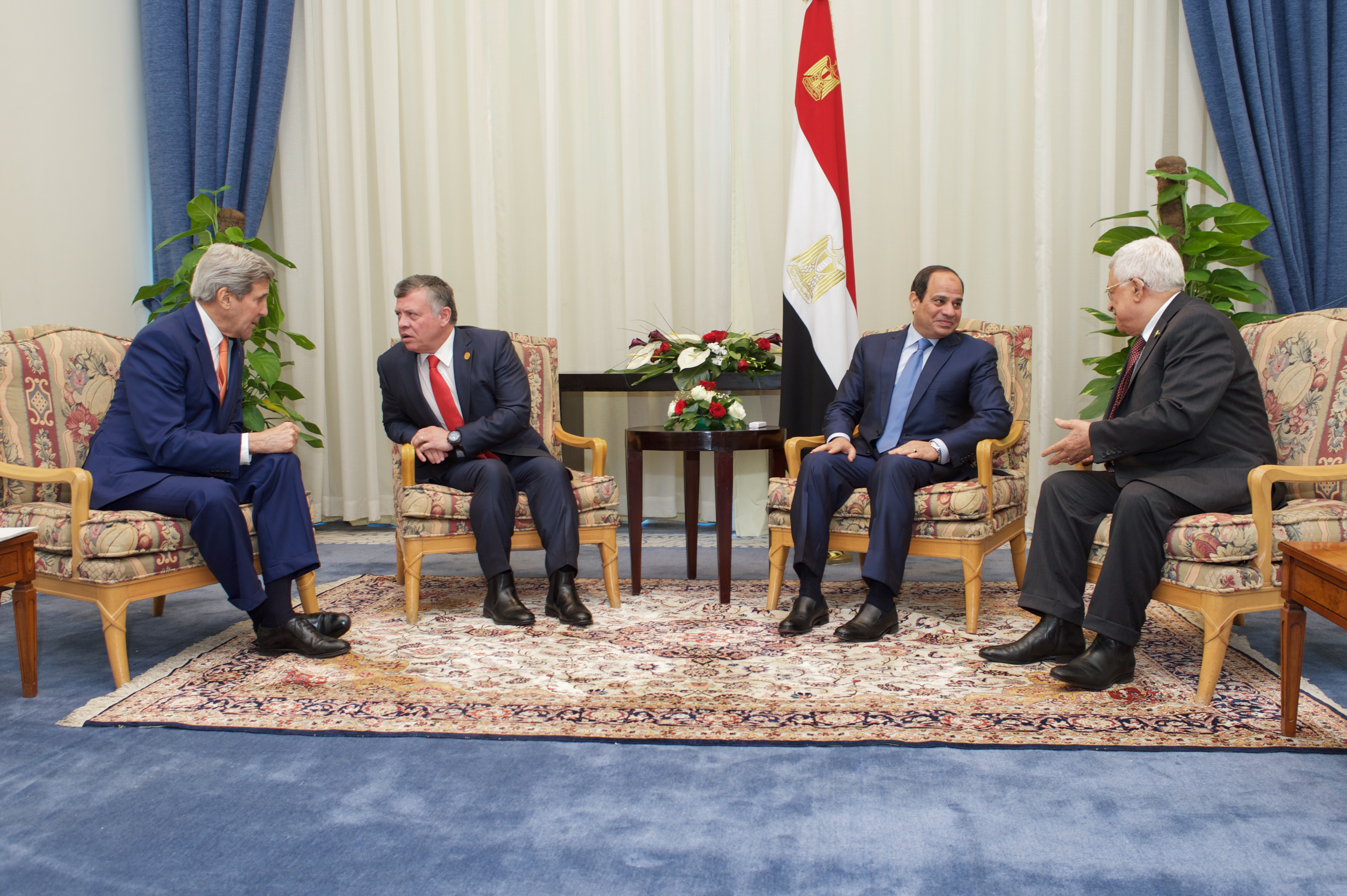
اجتماع للملك الأردني عبد الله الثاني والرئيس المصري عبد الفتاح السيسي، بحضور الرئيس الفلسطيني محمود عباس ووزير الخارجية الأمريكي جون كيري في شرم الشيخ، 2015.

شاركت حكومات مصر والأردن في عملية السلام في الشرق الأوسط كونهما الحكومتان العربيتان الوحيدتان المعترفتان بإسرائيل، بالإضافة إلى السلطة الفلسطينية. كما تم انعقاد عدة قمم ولقاءات في البلدين خلال التسعينات وما بعدها بهدف تحقيق تسوية للقضية الفلسطينية مثل قمة شرم الشيخ 2005. وتتمحور سياسة البلدين منذ ذلك الوقت ضمن محور اُطلق عليه إعلاميًا «محور الاعتدال العربي».
ظلت العلاقات جيدة بين الحكومتين بعد ثورة 25 يناير 2011، حيث رحب الأردن بخيار الشعب المصري وأشاد بتجربته الديمقراطية بانتخاب محمد مرسي. أما حاليًا، فقد شهدت العلاقة بين البلدين تحسنًا ملحوظًا، حيث تقارب الموقف الرسمي الأردني مع نظيره المصري برئاسة عبد الفتاح السيسي بشكل كبير، كما كان الأردن من أوائل الدول المعترفة بالنظام الحاكم الحالي بعد أحداث 3 تموز/ يوليو 2013.
تجدر الإشارة إلى أن العلاقات المصرية الأردنية ظلت مستمرة منذ البدء ولم تنقطع إلاّ مرتين، حيث قطعت الحكومة المصرية علاقاتها بنظيرتها الأردنية في 1972 لعام كامل إثر احتجاجها عن خطة أردنية لضم الضفة الغربية دون التنسيق مع منظمة التحرير الفلسطينية. كما انقطعت العلاقات بين الحكومتين بعد معاهدة السلام المصرية الإسرائيلية عام 1979، والتي سرعان ما عادت بعد ضغوطات أمريكية على كلا البلدين للوصول إلى صياغة استراتيجية سلام مشتركة مع إسرائيل. وقد تم إعادة العلاقات بين البلدين في عام 1984، حيث كان الأردن أول الدول العربية التي أعادت علاقاتها بمصر بعد تجميد عضوية الأخيرة في الجامعة العربية.

## الحدود
ينتمي البلدان العربيان جغرافيًا إلى منطقة الشرق الأوسط، إلا أنه لا توجد حدود بريّة بينهما، حيث يفصل بينهما خليج العقبة و‌صحراء النقب، كما يحيطان بفلسطين التاريخية تقريبًا من الشرق والجنوب الغربي، إذ يبلغ طول حدود الأخيرة مع الأردن 335 كم (منها 97 كم مع الضفة الغربية و238 كم مع إسرائيل)، بينما يبلغ طول الحدود مع مصر 265 كم (منها 11 كم مع قطاع غزة و254 كم مع إسرائيل). وتبلغ أقرب مسافة بين مدينتين في البلدين 11 كم، هي المسافة البحريّة بين العقبة الأردنيّة وطابا المصريّة، إذ تفصل بينهما مدينة إيلات عبر معبريّ وادي عربة و‌طابا الحدوديين.

## التبادل الثقافي

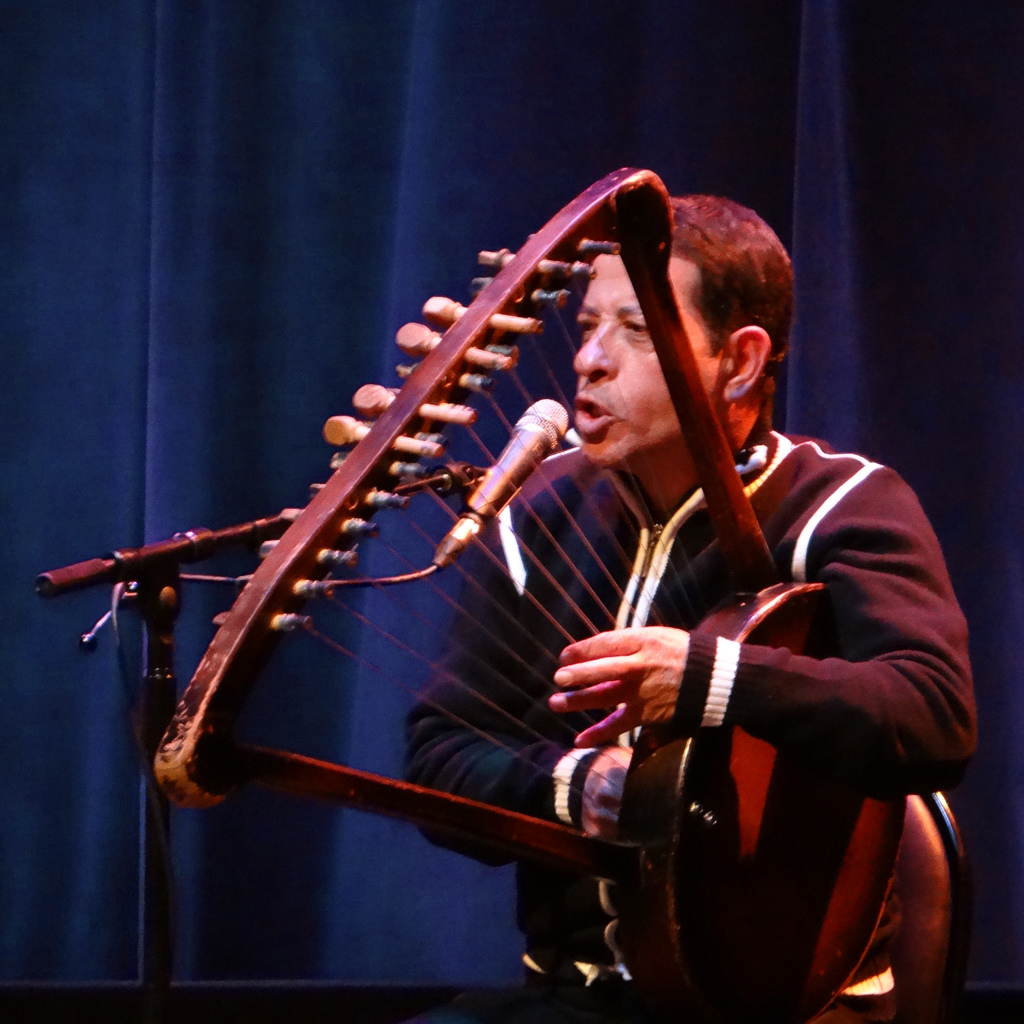
السمسمية، مستخدمة بالتراث الموسيقي للبلدين.

يرتبط البلدان بروابط ثقافيّة عديدة، سواءً في اللغة، التراث، العمارة أو المطبخ، حيث أن التقارب الجغرافي ساهم إلى حد كبير في هذا. وتُعد مدينة العقبة الأكثر تأثرًا بالثقافة المصرية البدوية من نظيراتها بالأردن بسبب وقوعها على ساحل البحر، واختلاط أهلها بالصيادين والتجّار المصريين أو بسبب المصاهرة. وهذا ما انعكس على تراثها الموسيقي على سبيل المثال.
كما تشهد العلاقات الثقافيّة بين مصر والأردن نشاطًا مستمرًا يتمثل في تبادل الزيارات على مدار العام بين الأكاديميين والمتخصصين، بالإضافة إلى تنظيم ورش عمل متخصصة وبرامج تدريبية في إطار المساعدة الفنية وتبادل الخبرات في العديد من المجالات. وتستضيف المدن المصرية أيامًا للثقافة الأردنية، فيما يستضيف الأردن أيامًا للثقافة المصرية، والتي تشمل عروضًا موسيقيّة وغنائيّة ومعارض للكتاب والفن التشكيلي والحرف التقليدية.
من جانب آخر، تُعتبر المنح التعليمية المتبادلة من أبرز مظاهر التعاون بين الجانبين، حيث يحصل الطلبة الأردنيون في الجامعات المصريّة على 10 منح مجانية في كلية الطب و15 منحة مجانية للدراسات العليا في تخصصات مختلفة، فضلاً عن 15 مقعد في الطب البشري كل سنة، بينما تمنح الحكومة الأردنية الطلبة المصريين 100 منحة سنويًا، منها 20 منحة مجانية في الجامعات الحكوميّة الأردنيّة المختلفة. ويبلغ عدد الطلاب الأردنيون بمصر 4,000 طالب منهم طلاب جامعيين، وأكثر من 700 طالب يدرسون مساقات متقدمة، بينما يتواجد في الأردن حوالي 7,000 طالب مصري مقيدين في مراحل التعليم المختلفة.

## التبادل التجاري
يرتبط البلدان بعدة اتفاقيات تجارية ثنائية وإقليمية مشتركة، من أهمها اتفاقية التبادل التجاري الكبرى التي تشمل عدة بلدان عربية (منطقة التجارة العربية الحرة الكبرى)، واتفاقية التبادل التجاري الثنائي الحر عام 1998، والتي وصلت إلى مستوى التحرير الكامل منذ بداية عام 2005، و‌اتفاقية أغادير عام 2004، وغيرها. يشرف على التبادل التجاري الثنائي لجنة عليا أردنية - مصرية مشتركة، حيث بلغت قيمة التبادل التجاري بين البلدين في عام 2015 حوالي 656 مليون دولار، مقابل 817 مليون دولار خلال عام 2013.
تحتل الاستثمارات الأردنية في مصر مرتبة متقدمة بين دول العالم، حيث تبلغ قيمتها ما يزيد على ملياريّ دولار بمختلف القطاعات. كما أن لمصر استثمارات مهمّة في الأردن بلغت مؤخرًا مليار دولار، منها في قطاع تكنولوجيا المعلومات والاستثمار السياحي والفندقي، ومساهمات هامة في بورصة الأوراق المالية، وأسهم في عدد من الصناعات الحيوية ونشاط البنك العقاري المصري العربي من خلال فروعه المنتشرة ونسبة هامة في بنك القاهرة عمان وغيرها من بنوك الأردن الرئيسية. وقد بلغ حجم الاستثمارات المشتركة بين البلدين في 2014 حوالي 850 مليون دولار، منها حوالي 500 مليون لصالح مصر مقابل 350 مليونًا للأردن. أما فيما يخص التبادل الزراعي، فيستورد الأردن سنويًا عدة منتوجات ومحاصيل زراعية مصرية، أهمها الأرز، البطاطس، البصل، الجوافة و‌المانجو، بينما تستورد مصر من الأردن بعض المنتجات الزراعية مثل زيت الزيتون.

شعار بنك القاهرة عمان.

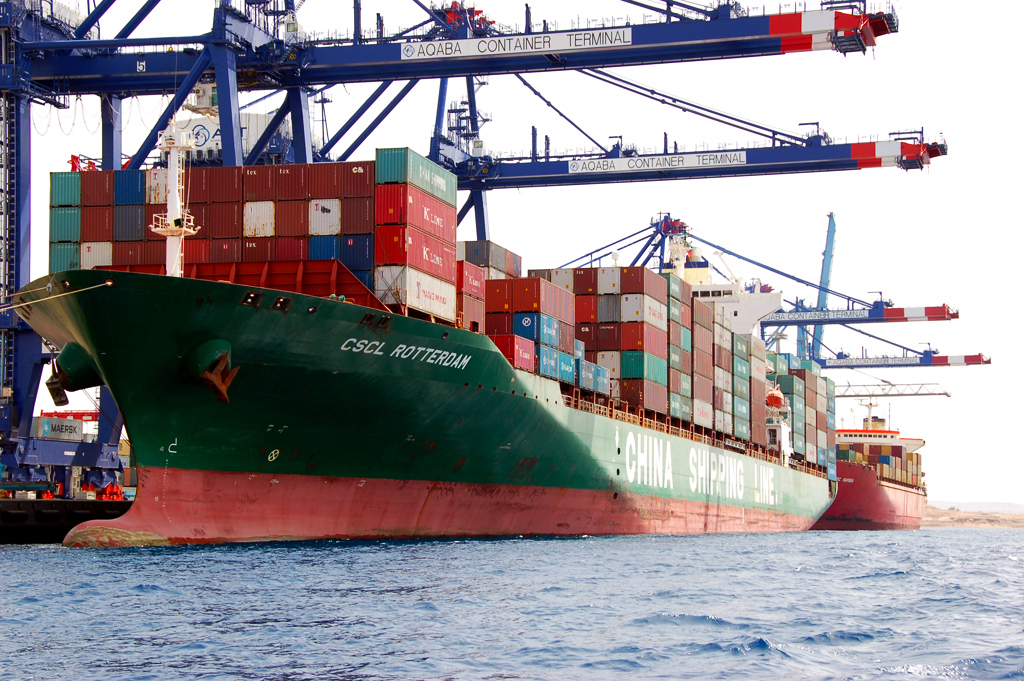
يشهد ميناء العقبة الأردني حركة نقل مسافرين وشحن بحري كثيفة مع مصر.

أسست الحكومتان بالإضافة إلى العراق شركة الجسر العربي للملاحة عام 1985 بالتساوي بين الدول الثلاث، حيث يتم نقل الأفراد و‌الشحن البحري عبر خليج العقبة بين كل من ميناء العقبة و‌ميناء نويبع بشكل مستمر. وقد تمت زيادة رأس مال الشركة عدة مرات ليصبح في عام 2013 حوالي 100 مليون دولار أمريكي.

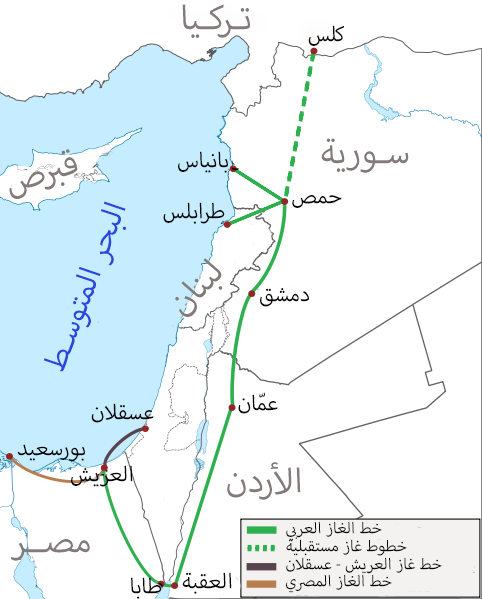
خط الغاز العربي، حيث ينقل جزءا من الغاز المصري إلى الأردن تحت البحر عبر خليج العقبة.

يُعتبر الخط الملاحي البحري هذا شريان رئيس للمستوردات العامة للأردن، ويشكل التصدير والاستيراد عبر الشحن البحري الحصة الأكبر في الميزان الاقتصادي الأردني بشكل عام، عدا عن أنه يعتبر ممرًا للسياحة الدينية العابرة للأراضي الحجازية وللسياحة الداخلية القادمة من شبه جزيرة سيناء وميناء نويبع المصري، حيث يخدم الخط الملاحي ما بين مينائي العقبة ونويبع حوالي مليون مسافر سنويًا ما بين ركاب متنقلين وحجاج ومعتمرين، فضلاً عن 150 ألف سيارة وشاحنة تتنقل عبر الأردن من وإلى مصر وليبيا والسعودية والعراق.
تجدر الإشارة إلى أن كل من حكومتيّ مصر والأردن وقّعتا على اتفاقية ثنائية للتجارة الحرة مع الولايات المتحدة عام 1996 فيما اُطلق عليه اتفاقية الكويز، بالرغم من الرفض الشعبي لها، حيث سمحت للبلدين بتصدير منتجات إلى الولايات المتحدة مُعفاة من الجمارك ما دامت تحتوي مدخلات إنتاج قادمة من إسرائيل، حيث تتضمن الاتفاقية السماح للأخيرة باقتسام هذه النسبة سواء مع مصر أو الأردن. وتوجد اليوم 13 منطقة صناعية مؤهلة في الأردن منذ عام 1997، كما تضم مصر 15 منطقة صناعية مؤهلة منذ 2005، تعمل فيها المئات من الشركات التي تحقق عائدات سنوية تفوق مليار دولار للبلدين.
من جهة أخرى، وقّعت مصر مع الأردن عام 2004 اتفاقًا ضمن مشروع خط الغاز العربي مدته 15 عامًا لتوريد 250 مليون قدم مكعب من الغاز الطبيعي يوميًا، بقيمة 2.5 دولار للمليون وحدة حرارية بريطانية، حيث كان الأردن يعتمد ولفترة قريبة على 80% من الغاز المصري لتوليد الكهرباء، فيما يعتمد حاليًا على الوقود الثقيل والسولار، لتوليد الطاقة الكهربائية كبديل عن الغاز المصري بعد الأحداث الأمنية والتفجيرات التي استهدفت أنابيب نقل الغاز المصري إلى الأردن في سيناء بعد ثورة 25 يناير 2011. كما قامت مصر مؤخرًا بدعم الأردن في توطيد علاقات الأخيرة مع مجموعة دول الكوميسا (السوق المشتركة لشرق وجنوب إفريقيا)، والذي يتيح زيادة الصادرات الأردنية إلى السوق الإفريقي عبر مصر.
وفي 31 مارس 2025 بحث وزير العمل الأردني الدكتور خالد البكار، والسفير المصري في عمان محمد سمير، موضوع التعاون بين البلدين والعلاقات المشتركة المتعلقة بشؤون العمل والتجارة. وقال الوزير الأردني إنّ من المهم حماية حقوق العمالة المصرية في الأردن، وأوضح أن العمالة المصرية مرحب بها في الأردن. كما أكد الجانبان أهمية توعية العمالة المصرية قبل وصولها إلى الأردن بحقوقها الكاملة وفقًا لأحكام قانون العمل الأردني.

## السياحة

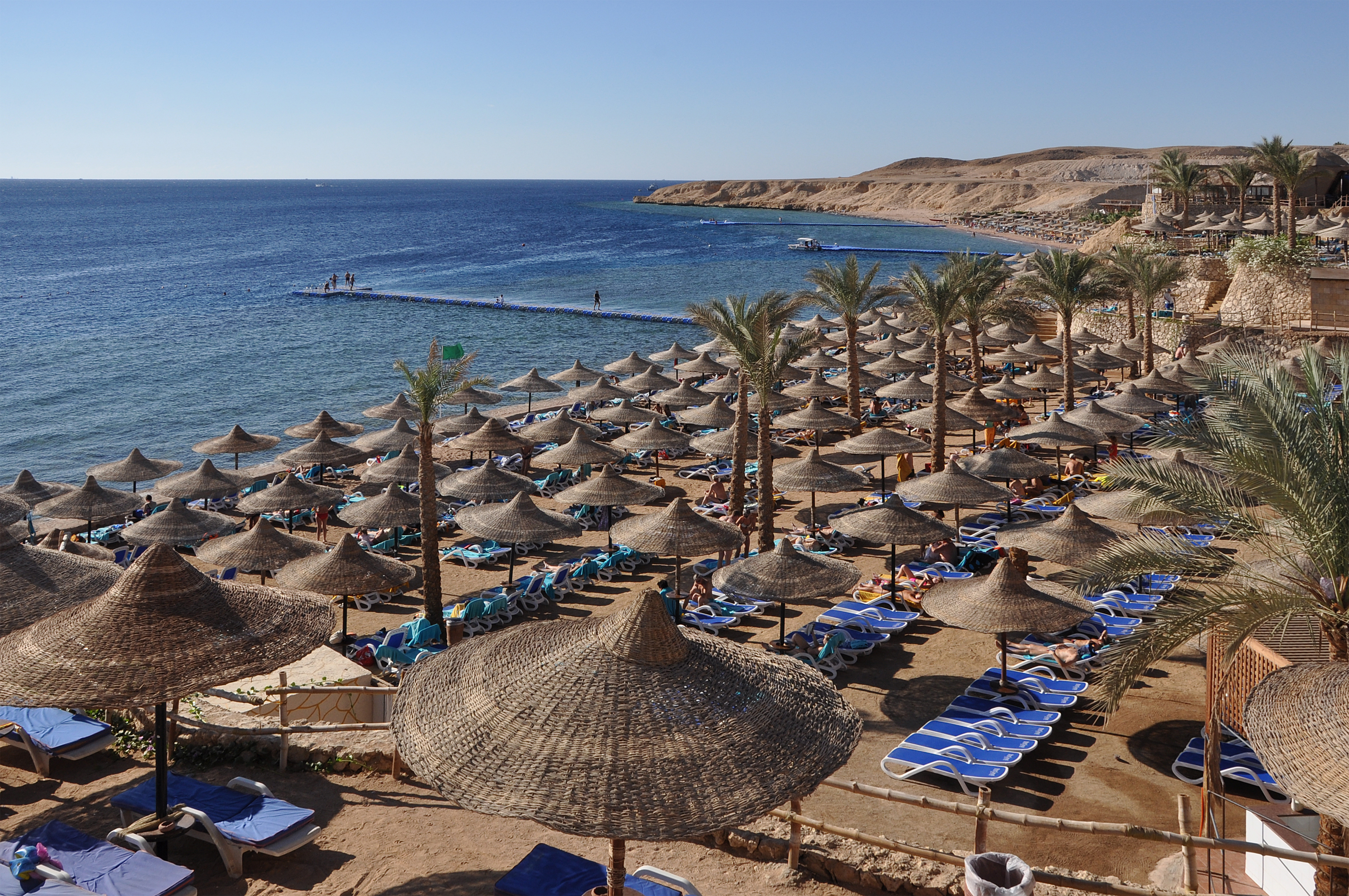
شرم الشيخ، من أكثر المناطق السياحية جذبًا للسياح الأردنيين بسبب كلفة السياحة الداخلية.

لا توجد تأشيرة دخول للأردنيين إلى مصر، كما أنه لا توجد تأشيرة دخول للمصريين إلى الأردن، حيث أن الأصل هو إعفاء مواطني البلدين من الحصول على تأشيرات، ولكن هناك ضوابط لدخول المصريين إلى الأردن لبعض الفئات وخاصة فئة العمالة. كما توجد رحلات طيران يومية بين البلدين عبر عدة خطوط طيران هي مصر للطيران و‌الملكية الأردنية، كما توجد خطوط الملاحة عن طريق ميناء العقبة سواء بالعبارات أو بالقارب السريع، بالإضافة إلى شركات سياحية للسفر بالبر والبحر، مثل شركة الاتحاد العربي للنقل البري.
لقد شهدت مصر والأردن تطورًا ملحوظًا في مجال السياحة، حيث يتم تبادل السياح بين البلدين. وقد أشارت الاحصائيات أن عدد السياح الأردنيين الذين زاروا مصر عام 2009 بلغ نحو 150 ألف سائح. كما تُعتبر شرم الشيخ في سيناء المصريّة من أكثر الجهات المفضلة لدى السياح الأردنيين لتناسبهما مع الأوضاع الاقتصادية لكثير منهم، حيث تكثر العروض التي تقدمها المكاتب السياحية تحفيزًا منها للسفر للخارج.
من جهة أخرى، تنشط بالأردن السياحة الدينية التي تستهدف السياح المصريين الأقباط، وخصوصًا مواقع الحج المسيحي كالمغطس.

## العلاقات العسكرية

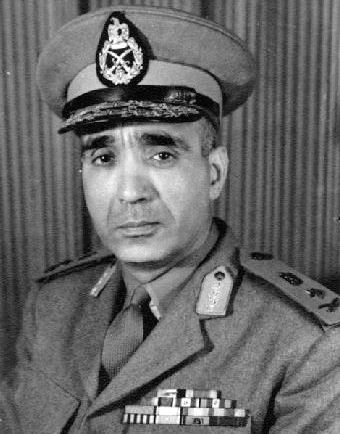
عبد المنعم رياض، قائد مركز القيادة المتقدم بعمّان، 1967.

اشتركت القوات المُسلحة في البلدين بعدة مناورات كان من أهمها مناورات عين جالوت و‌مناورات العقبة، كما اشتركت القوتان في مناورات إقليمية مثل مناورات النجم الساطع، مناورات الأسد المتأهب و‌مناورات السيف السريع و‌مناورات رعد الشمال. كما يُعتبر كل من الأردن ومصر من دول الطوق العربي التي خاضت حروبًا مشتركة ضد إسرائيل، كان أهمها حرب 1948 و‌حرب 1967. ولقد تم توقيع اتفاقية الدفاع المشترك بين البلدين قُبيل حرب 1967، التي وضعت قوات الدولتين تحت قيادة مشتركة كان الفريق المصري عبد المنعم رياض قائدًا لمركز القيادة المتقدم فيها في العاصمة الأردنية عمّان، والذي تم تعيينه قائدًا عامًا للجبهة الأردنية حينما اندلعت حرب 1967.
يهتم كلا البلدين بالجانب العسكري، ويتم تخصيص جزء كبير من ميزانيتهما لهذا الغرض، حيث تبلغ الميزانية العسكرية لمصر لعام 2014 حوالي 4.3 مليار دولار. وتبلغ نسبة إنفاق الأردن على الجيش الأردني 4.5% من الدخل القومي لعام 2012، فيما بلغت نسبة الإنفاق على الجيش المصري 1.72% من الدخل القومي في نفس العام. ويحتل الجيش المصري حاليًا المرتبة 13 عالميًا والأولى عربيًا وفقًا لبعض العوامل منها عدد السكان وعدد المقاتلين في الجيش وعدد الآليات العسكرية، بينما يحتل الجيش الأردني المرتبة 67 عالميًا والثامنة عربيًا.

## المدن المتوأمة
- ترتبط عمّان مع القاهرة باتفاقية توأمة منذ عام 1988.[82]

## المنظمات الدولية المشتركة
| علم المنظمة | اسم المنظمة                        | تاريخ انضمام مصر | تاريخ انضمام الأردن |
| ----------- | ---------------------------------- | ---------------- | ------------------- |
|             | الأمم المتحدة                      | 1945             | 1955                |
|             | جامعة الدول العربية                | 1945             | 1945                |
|             | منظمة المؤتمر الإسلامي             | 1969             | 1969                |
|             | حركة عدم الانحياز                  | 1961             | 1961                |
|             | مجموعة السبعة وسبعون               | 1964             | 1964                |
|             | اللجنة الدولية الأولمبية           | 1910             | ؟                   |
|             | الاتحاد الدولي لكرة القدم (الفيفا) | 1923             | 1958                |

## صور

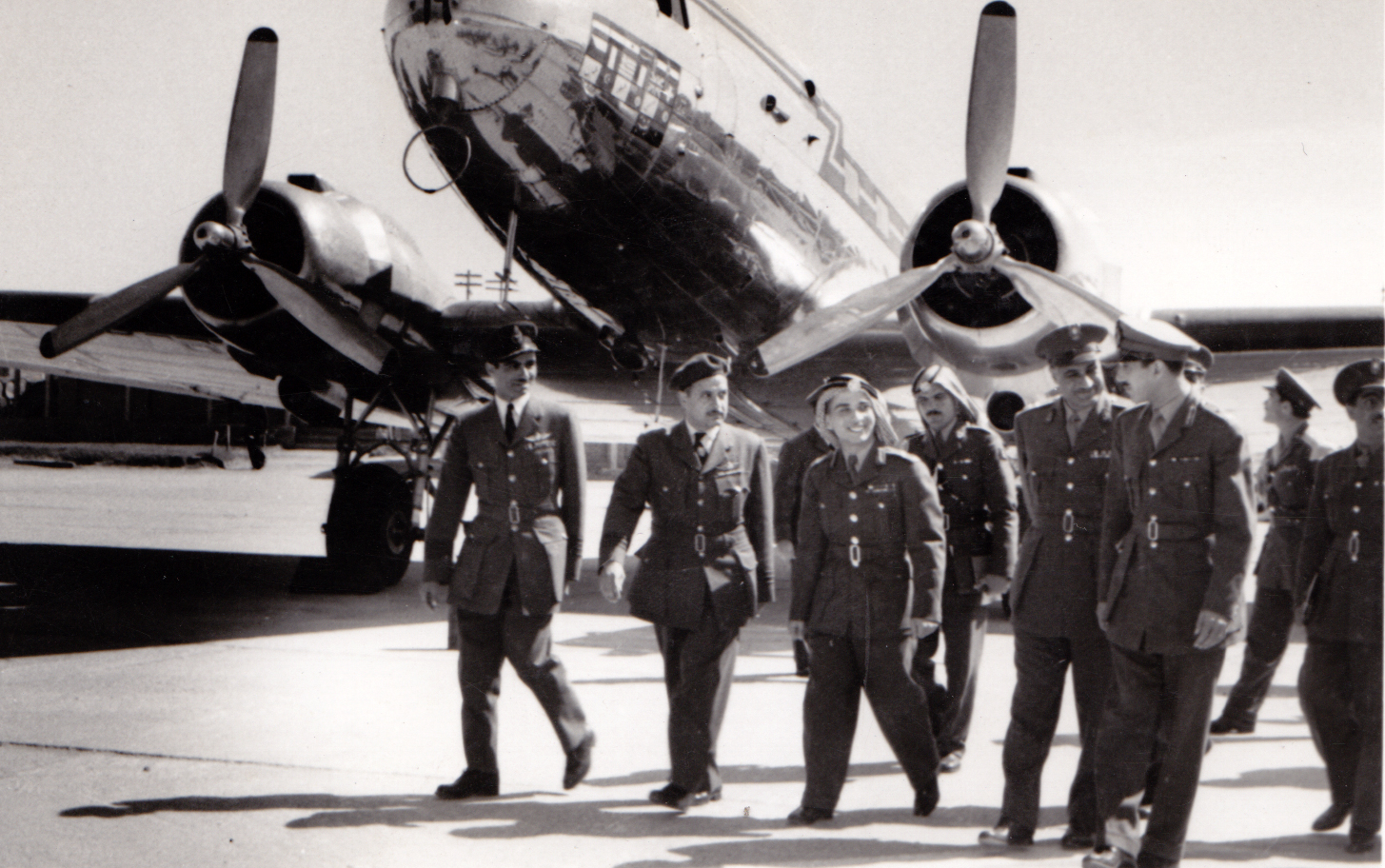
عبد الناصر و‌الملك حسين
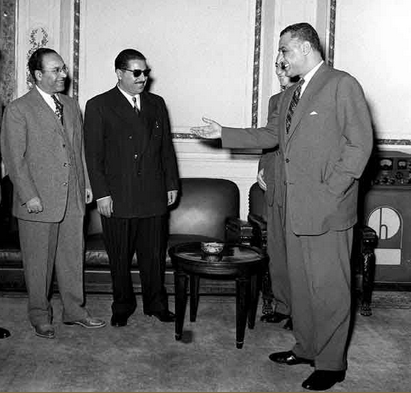
عبد الناصر يلتقي وفدًا أردنيًا، 1957
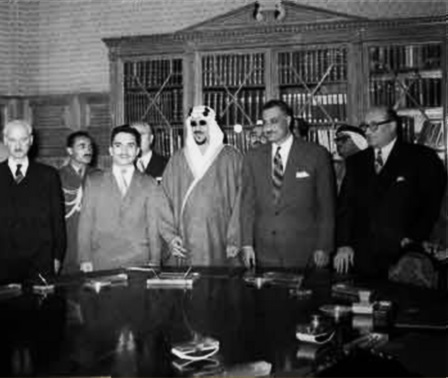
معاهدة الدفاع المشترك، 1957 بين مصر والأردن وسوريا والسعودية
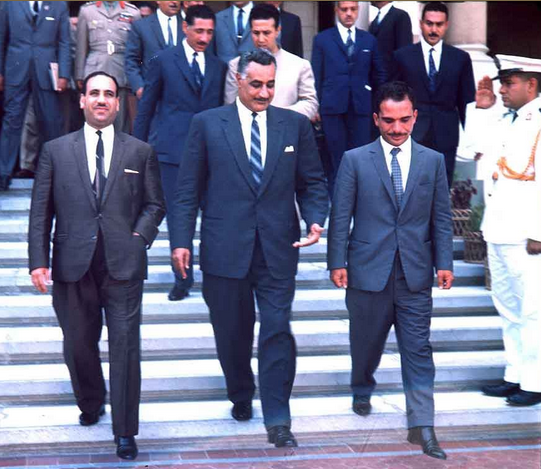
الملك حسين و‌عبد الناصر و‌عارف، 1964
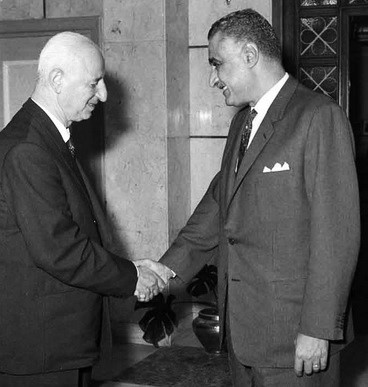
عبد الناصر والنابلسي، 1968
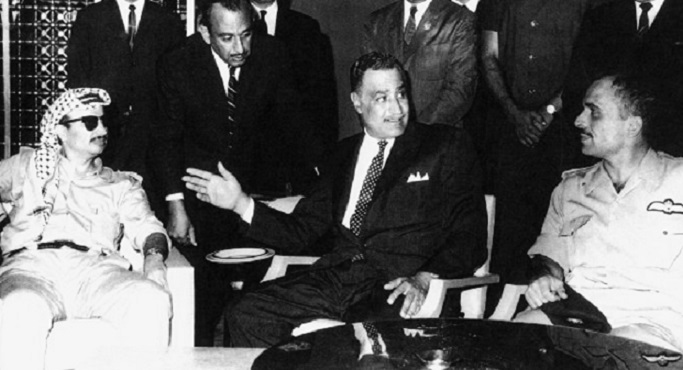
عبد الناصر يتوسط بين الملك حسين و‌عرفات، 1970
حسين و‌مبارك و‌صدام و‌صالح، 1989
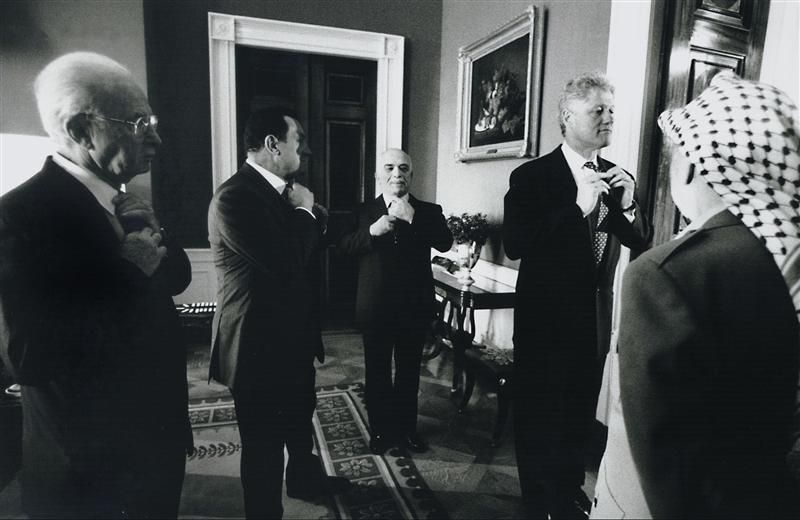
حسين و‌مبارك، مع عرفات و‌رابين و‌كلنتون
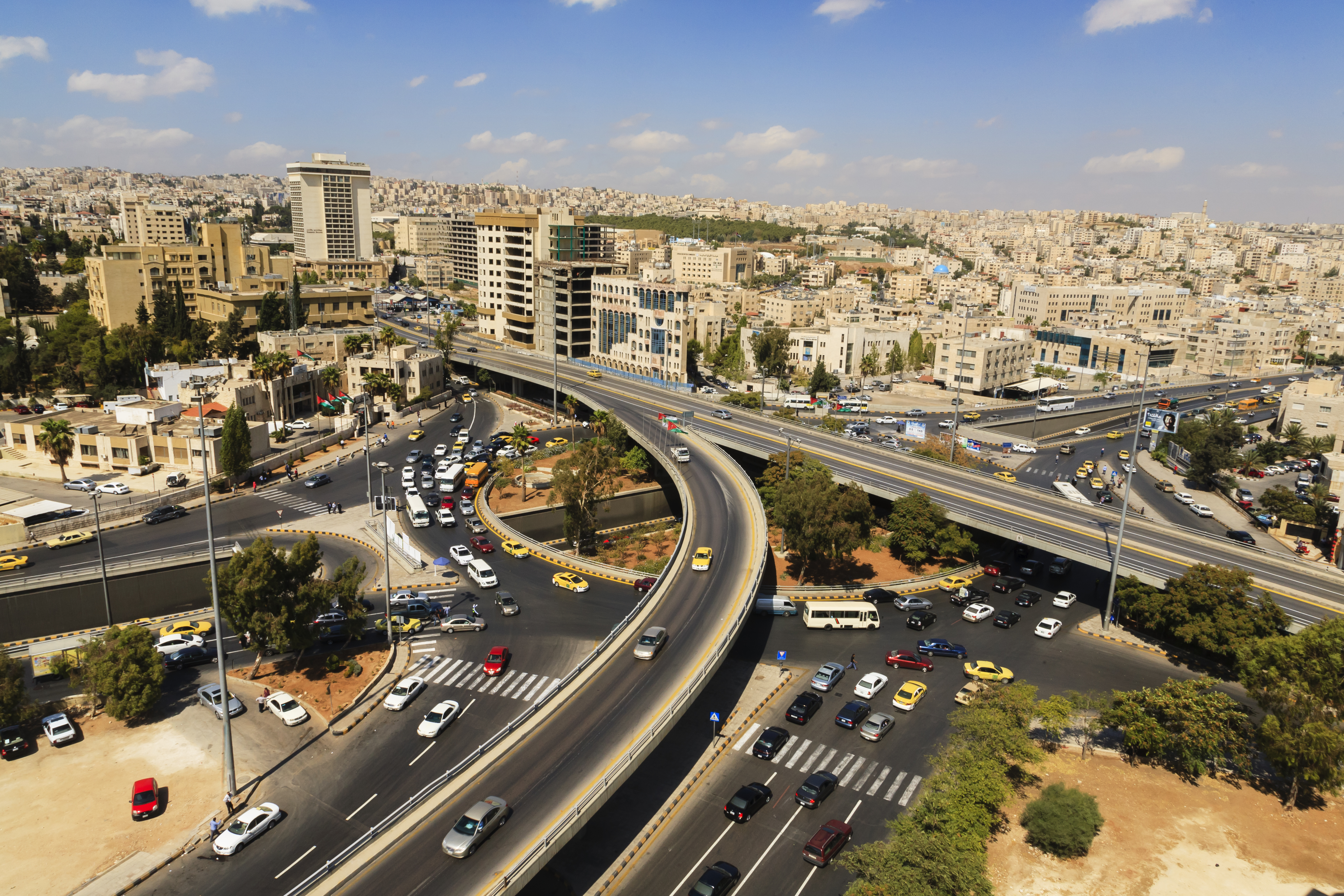
ميدان جمال عبد الناصر في عمّان

## وصلات خارجية
- العلاقات السياسية المصرية الأردنية | الهيئة العامة للاستعلامات
- العلاقات الاقتصادية المصرية الأردنية | الهيئة العامة للاستعلامات
- الموقع الرسمي لوزارة الخارجية الأردنية
- الموقع الرسمي لوزارة الخارجية المصرية
- تقرير عن العلاقات المصرية الأردنية | اتحاد الإذاعة والتليفزيون المصري
- مقابلة مع السفير الأردني في القاهرة | OnTV
- العلاقات المصرية الأردنية - نبض البلد | قناة رؤيا